# Vyšná Rybnica
Vyšná Rybnica (em húngaro: Felsőhalas) é um município da Eslováquia, situado no distrito de Sobrance, na região de Košice. Tem 40,08 km² de área e sua população em 2018 foi estimada em 373 habitantes.

## Demografia
| Ano:        | 1994 | 2004   | 2014   | 2024 |
| ----------- | ---- | ------ | ------ | ---- |
| Broj ljudi: | 382  | 379    | 360    | 396  |
| Razlika:    |      | -0,78% | -5,01% | +10% |

| Ano:               | 2023 | 2024   |
| ------------------ | ---- | ------ |
| Número de pessoas: | 399  | 396    |
| Diferença:         |      | -0,75% |